# NGC 2920
NGC 2920 est une galaxie spirale située dans la constellation de l'Hydre. NGC 2920 a été découverte par l'astronome britannique John Herschel en 1837.

## Caractéristiques
Sa vitesse par rapport au fond diffus cosmologique est de 3 636 ± 24 km/s, ce qui correspond à une distance de Hubble de 53,6 ± 3,8 Mpc (∼175 millions d'al).
La classe de luminosité de NGC 2920 est I et elle présente une large raie HI.